# 1996 EK
1996 EK är en asteroid i huvudbältet som upptäcktes den 10 mars 1996 av de båda japanska astronomerna Seiji Ueda och Hiroshi Kaneda i Kushiro.
Asteroiden har en diameter på ungefär 3 kilometer.